# IBSF-Snookerweltmeisterschaft 1976
Die IBSF-Snookerweltmeisterschaft 1976 war die siebte Auflage der Amateur-Weltmeisterschaft im Snooker. Sie fand im President Hotel in Johannesburg in Südafrika statt.
Weltmeister wurde der Waliser Doug Mountjoy durch einen 11:1-Sieg im Finale gegen den Malteser Paul Mifsud. Mit 107 Punkten spielte Mountjoy zudem das höchste Break des Turniers.

## Modus
Die 24 teilnehmenden Spieler wurden in drei Gruppen eingeteilt, in denen sie im Round-Robin-Modus gegeneinander antraten. Die zwei Bestplatzierten jeder Gruppe sowie ein Gruppendritter qualifizierten sich für die Finalrunde, die beiden anderen Gruppendritten spielten in einem Play-off um den letzten Platz der Finalrunde, die anschließend im K.-o.-System ausgespielt wurde.

## Vorrunde

### Gruppe 1
| Platz | Spieler            | G | V | Frames |
| ----- | ------------------ | - | - | ------ |
| 1     | Doug Mountjoy      | 7 | 0 | 28:9   |
| 2     | Jimmy van Rensberg | 5 | 2 | 24:16  |
| 3     | Ray Edmonds        | 4 | 3 | 20:18  |
| 4     | Norman Stockman    | 4 | 3 | 21:19  |
| 5     | Eddie Sinclair     | 4 | 3 | 21:21  |
| 6     | Pascal Burke       | 2 | 5 | 17:25  |
| 7     | Johan van Niekerk  | 1 | 6 | 17:27  |
| 8     | Peter Reynolds     | 1 | 6 | 14:27  |

| Pascal Burke       | – | Peter Reynolds     | 4:2 |
| Pascal Burke       | – | Johan van Niekerk  | 4:3 |
| Ray Edmonds        | – | Peter Reynolds     | 4:0 |
| Ray Edmonds        | – | Johan van Niekerk  | 4:1 |
| Ray Edmonds        | – | Norman Stockman    | 4:2 |
| Ray Edmonds        | – | Pascal Burke       | 4:3 |
| Doug Mountjoy      | – | Eddie Sinclair     | 4:0 |
| Doug Mountjoy      | – | Pascal Burke       | 4:0 |
| Doug Mountjoy      | – | Norman Stockman    | 4:1 |
| Doug Mountjoy      | – | Ray Edmonds        | 4:1 |
| Doug Mountjoy      | – | Jimmy van Rensberg | 4:2 |
| Doug Mountjoy      | – | Johan van Niekerk  | 4:2 |
| Doug Mountjoy      | – | Peter Reynolds     | 4:3 |
| Peter Reynolds     | – | Eddie Sinclair     | 4:3 |
| Eddie Sinclair     | – | Ray Edmonds        | 4:2 |
| Eddie Sinclair     | – | Norman Stockman    | 4:2 |
| Eddie Sinclair     | – | Johan van Niekerk  | 4:2 |
| Eddie Sinclair     | – | Pascal Burke       | 4:3 |
| Norman Stockman    | – | Pascal Burke       | 4:1 |
| Norman Stockman    | – | Peter Reynolds     | 4:2 |
| Norman Stockman    | – | Johan van Niekerk  | 4:2 |
| Norman Stockman    | – | Jimmy van Rensberg | 4:2 |
| Johan van Niekerk  | – | Peter Reynolds     | 4:3 |
| Jimmy van Rensberg | – | Peter Reynolds     | 4:0 |
| Jimmy van Rensberg | – | Ray Edmonds        | 4:1 |
| Jimmy van Rensberg | – | Eddie Sinclair     | 4:2 |
| Jimmy van Rensberg | – | Pascal Burke       | 4:2 |
| Jimmy van Rensberg | – | Johan van Niekerk  | 4:3 |

### Gruppe 2
| Platz | Spieler           | G | V | Frames |
| ----- | ----------------- | - | - | ------ |
| 1     | Paul Mifsud       | 6 | 1 | 25:9   |
| 2     | Silvino Francisco | 6 | 1 | 27:12  |
| 3     | Terry Griffiths   | 5 | 2 | 23:14  |
| 4     | Chris Ross        | 4 | 3 | 19:17  |
| 5     | Robert Paquette   | 4 | 3 | 22:22  |
| 6     | Eddie Swaffield   | 1 | 6 | 16:26  |
| 7     | Leon Heywood      | 1 | 6 | 13:27  |
| 8     | Larry Watson      | 1 | 6 | 9:27   |

| Silvino Francisco | – | Larry Watson      | 4:0 |
| Silvino Francisco | – | Chris Ross        | 4:1 |
| Silvino Francisco | – | Paul Mifsud       | 4:1 |
| Silvino Francisco | – | Eddie Swaffield   | 4:2 |
| Silvino Francisco | – | Leon Heywood      | 4:2 |
| Silvino Francisco | – | Terry Griffiths   | 4:2 |
| Terry Griffiths   | – | Larry Watson      | 4:0 |
| Terry Griffiths   | – | Leon Heywood      | 4:0 |
| Terry Griffiths   | – | Chris Ross        | 4:1 |
| Terry Griffiths   | – | Eddie Swaffield   | 4:2 |
| Terry Griffiths   | – | Robert Paquette   | 4:3 |
| Leon Heywood      | – | Eddie Swaffield   | 4:3 |
| Paul Mifsud       | – | Eddie Swaffield   | 4:0 |
| Paul Mifsud       | – | Larry Watson      | 4:0 |
| Paul Mifsud       | – | Chris Ross        | 4:1 |
| Paul Mifsud       | – | Leon Heywood      | 4:1 |
| Paul Mifsud       | – | Terry Griffiths   | 4:1 |
| Paul Mifsud       | – | Robert Paquette   | 4:2 |
| Robert Paquette   | – | Eddie Swaffield   | 4:2 |
| Robert Paquette   | – | Leon Heywood      | 4:2 |
| Robert Paquette   | – | Larry Watson      | 4:3 |
| Robert Paquette   | – | Silvino Francisco | 4:3 |
| Chris Ross        | – | Larry Watson      | 4:0 |
| Chris Ross        | – | Leon Heywood      | 4:1 |
| Chris Ross        | – | Robert Paquette   | 4:1 |
| Chris Ross        | – | Eddie Swaffield   | 4:3 |
| Eddie Swaffield   | – | Larry Watson      | 4:2 |
| Larry Watson      | – | Leon Heywood      | 4:3 |

### Gruppe 3
| Platz | Spieler          | G | V | Frames |
| ----- | ---------------- | - | - | ------ |
| 1     | Ron Atkins       | 6 | 1 | 25:12  |
| 2     | Mannie Francisco | 6 | 1 | 25:12  |
| 3     | Roy Andrewartha  | 5 | 2 | 25:14  |
| 4     | Jimmy Clint      | 4 | 3 | 17:18  |
| 5     | Bert Demarco     | 3 | 4 | 21:21  |
| 6     | Bernie Mikkelsen | 3 | 4 | 19:22  |
| 7     | Kelvin Tristram  | 1 | 6 | 9:27   |
| 8     | Roy Cowley       | 0 | 7 | 11:24  |

| Roy Andrewartha  | – | Kelvin Tristram  | 4:0 |
| Roy Andrewartha  | – | Ron Atkins       | 4:1 |
| Roy Andrewartha  | – | Jimmy Clint      | 4:1 |
| Roy Andrewartha  | – | Bernie Mikkelsen | 4:2 |
| Roy Andrewartha  | – | Roy Cowley       | 4:2 |
| Ron Atkins       | – | Jimmy Clint      | 4:0 |
| Ron Atkins       | – | Kelvin Tristram  | 4:0 |
| Ron Atkins       | – | Roy Cowley       | 4:1 |
| Ron Atkins       | – | Bernie Mikkelsen | 4:2 |
| Ron Atkins       | – | Bert Demarco     | 4:2 |
| Ron Atkins       | – | Mannie Francisco | 4:3 |
| Jimmy Clint      | – | Kelvin Tristram  | 4:0 |
| Jimmy Clint      | – | Bernie Mikkelsen | 4:2 |
| Jimmy Clint      | – | Bert Demarco     | 4:2 |
| Jimmy Clint      | – | Roy Cowley       | 4:2 |
| Bert Demarco     | – | Kelvin Tristram  | 4:1 |
| Bert Demarco     | – | Roy Andrewartha  | 4:2 |
| Bert Demarco     | – | Roy Cowley       | 4:2 |
| Mannie Francisco | – | Jimmy Clint      | 4:0 |
| Mannie Francisco | – | Bernie Mikkelsen | 4:1 |
| Mannie Francisco | – | Kelvin Tristram  | 4:1 |
| Mannie Francisco | – | Roy Cowley       | 4:1 |
| Mannie Francisco | – | Bert Demarco     | 4:2 |
| Mannie Francisco | – | Roy Andrewartha  | 4:3 |
| Bernie Mikkelsen | – | Roy Cowley       | 4:0 |
| Bernie Mikkelsen | – | Bert Demarco     | 4:3 |
| Bernie Mikkelsen | – | Kelvin Tristram  | 4:3 |
| Kelvin Tristram  | – | Roy Cowley       | 4:3 |

### Play-off
| Terry Griffiths | – | Roy Andrewartha | 4:0 |

## Finalrunde
|  | Viertelfinale      | Viertelfinale      |               |    | Halbfinale | Halbfinale |  |  | Finale | Finale |
|  |                    |                    |               |    |            |            |  |  |        |        |
|  | Doug Mountjoy      | 5                  |               |    |            |            |  |  |        |        |
|  | Ron Atkins         | 1                  |               |    |            |            |  |  |        |        |
|  | Ron Atkins         | 1                  | Doug Mountjoy | 8  |            |            |  |  |        |        |
|  |                    |                    | Doug Mountjoy | 8  |            |            |  |  |        |        |
|  |                    | Silvino Francisco  | 2             |    |            |            |  |  |        |        |
|  | Silvino Francisco  | Silvino Francisco  | 2             | 5  |            |            |  |  |        |        |
|  | Silvino Francisco  |                    |               | 5  |            |            |  |  |        |        |
|  | Mannie Francisco   | 1                  |               |    |            |            |  |  |        |        |
|  |                    |                    | Doug Mountjoy | 11 |            |            |  |  |        |        |
|  |                    | Paul Mifsud        | 1             |    |            |            |  |  |        |        |
|  | Paul Mifsud        | 5                  |               |    |            |            |  |  |        |        |
|  | Ray Edmonds        | 1                  |               |    |            |            |  |  |        |        |
|  | Ray Edmonds        | 1                  | Paul Mifsud   | 8  |            |            |  |  |        |        |
|  |                    |                    | Paul Mifsud   | 8  |            |            |  |  |        |        |
|  |                    | Jimmy van Rensberg | 4             |    |            |            |  |  |        |        |
|  | Jimmy van Rensberg | Jimmy van Rensberg | 4             | 5  |            |            |  |  |        |        |
|  | Jimmy van Rensberg |                    |               | 5  |            |            |  |  |        |        |
|  | Terry Griffiths    | 3                  |               |    |            |            |  |  |        |        |